# Volcatius Sedigitus
Volcātius Sedīgitus  (wɔlˈkaːtɪʊs sɛˈdiːɡɪtʊs) est un critique littéraire romain actif vers 100 av. J.-C., connu pour ses critiques de ce qu'il considère comme les meilleurs auteurs latins de comédies.

## Biographie
À la suite de Franz Bücheler, les philologues préfèrent la graphie Volcacius à celle de Volcatius,.
Peu de choses sont connues sur Sedigitus, si ce n'est que Pline l'Ancien, qui l'appelle un illustris poeta, stipule qu'il doit son cognomen au fait d'être né avec six doigts à chaque main. Cette particularité, connue sous le nom de polydactylie, est causée par un gène dominant. Les Romains n'hésitent pas à souligner les imperfections ou les infirmités dans les surnoms qu'ils donnent aux personnages publics. Six doigts se dit en latin sex digitī. De Volcacius, considéré comme le nomen de Sedigitus, nous pouvons déduire son appartenance à une branche des Volcacii — membres de la gens Volcacia — et, par conséquent, sa citoyenneté romaine. Pour Piergiuseppe Scardigli, Volcacius est un des noms propres latins vraisemblablement liés aux Volcae, un peuple celte,. Critique littéraire, Sedigitus a probablement une origine non romaine ou de basse condition.
Sedigitus est l'auteur d'un De Poetis, poème didactique latin d'histoire littéraire, composé en senarii,, probablement à la fin du IIe siècle av. J.-C.. Seuls quatre fragments — soit vingt vers en tout — nous en ont été conservés, probablement par l'intermédiaire du De Poetis de Varron. Les fragments conservés comprennent treize didascalies et le Canon cité par Aulu-Gelle dans lequel les principaux auteurs comiques latins sont énumérés par ordre de mérite à partir du meilleur : Caecilius Statius, Plautus, Naevius, Licinius Imbrex, Attilius, Terence, Turpilius, Trabea, Luscius, Ennius,. En revanche, Aulu-Gelle n'accorde aucune foi au catalogue de Sedigitus sur les pièces de Plaute.
L’œuvre de l'historien Suétone Vita Terentii (Vie de Térence) cite Vulcacius comme ayant donné quelques détails sur le départ de Rome de Térence et sur les conséquences de sa disparition : Sedigitus affirme que Térence est parti en Asie, à Pergame, et n'a jamais été revu.